# Sulili
Sulili (in accadico, 𒋢𒇷𒇷, Su-li-li; fl. XXI-XX secolo a.C.) è stato un sovrano dell'Assiria.